# Étienne Théolon
Étienne Théolon (dit parfois Théaulon), né à Aigues-Mortes le 28 juillet 1739 et mort à Paris le 10 mai 1780, est un peintre français.
Malgré une carrière assez courte et une production réstreinte, Théolon s'illustra dans la peinture de genre et son œuvre connut un grand succès de son vivant. Étudiant à Paris, et formé chez Joseph-Marie Vien, il fut agréé à l'Académie royale de peinture et de sculpture le 25 juin 1774, sans pour autant devenir académicien. Il exposa aux salons de 1775 et 1777.
On lui doit notamment une Offrande à l'Amour (Angers, musée des Beaux-Arts), une Tête de vieille femme (1777, Paris, musée du Louvre) et un Paysage animé (musée des beaux-arts de Rouen). Il a également réalisé des scènes mythologiques, dont une Invocation à l'amour, Jupiter et Léda, Bacchus et Erigone.